# Vultee BT-13 Valiant
Vultee BT-13 Valiant je bilo ameriško šolsko vojaško letalo iz obdobja 2. svetovne vojne. Z okrog 9500 zgrajenimi je bil en izmed najbolj proizvajanih trenažerjev v zgodovini. Glavni uporabniki so bili United States Army Air Corps (USAAC), United States Army Air Force (USAAF) in Ameriška mornarica (USN). BT-13 je bil namenjen kot 2. faza (od treh faz) šolanja pilotov. 

## Specifikacije (BT-13A)
Podatki iz United States Military Aircraft since 1909; Swanborough and Bowers 1963, p. 461
Splošne značilnosti
- Posadka: 2
- Dolžina: 28 ft 10 in (8,79 m)
- Razpon kril: 42 ft 0 in (12,80 m)
- Višina: 11 ft 6 in (3,51 m)
- Površina kril: 239 sq ft (22,2 m2)
- Teža praznega letala: 3.375 lb (1.531 kg)
- Bruto teža: 4.496 lb (2.039 kg)
- Pogon letala: 1 × Pratt & Whitney R-985-AN-1 9-valjni zračnohlajeni radialni motor, 450 hp (340 kW)
- Propelerji: št. lopatic: 2 Hamilton-Standard 2-poziciji

Zmogljivost
- Maks. hitrost: 180 mph (290 km/h; 156 kn)
- Doseg: 725 mi (630 nmi; 1.167 km)
- Višina leta (servisna): 21.650 ft (6.599 m)
- Čas vzpona do višine: 9,2 minut do višine 10.000 ft (3.000 m)